# Ekerö sommarstad
Ekerö sommarstad är en tätort i Ekerö kommun inom Stockholms län.
Ekerö sommarstad består huvudsakligen av nyare villabebyggelse, områdets area är ungefär 37 hektar och år 2005 fanns 544 personer bosatta där.

## Befolkningsutveckling
| Befolkningsutvecklingen i Ekerö sommarstad 1990–2020 | Befolkningsutvecklingen i Ekerö sommarstad 1990–2020 | Befolkningsutvecklingen i Ekerö sommarstad 1990–2020 | Befolkningsutvecklingen i Ekerö sommarstad 1990–2020 | Befolkningsutvecklingen i Ekerö sommarstad 1990–2020 |
| ---------------------------------------------------- | ---------------------------------------------------- | ---------------------------------------------------- | ---------------------------------------------------- | ---------------------------------------------------- |
|                                                      |                                                      |                                                      |                                                      |                                                      |
| År                                                   |                                                      |                                                      | Folkmängd                                            | Areal (ha)                                           |
| 1990                                                 | 1990                                                 |                                                      | 274                                                  | 25                                                   |
| 1995                                                 | 1995                                                 |                                                      | 314                                                  | 25                                                   |
| 2000                                                 | 2000                                                 |                                                      | 457                                                  | 37                                                   |
| 2005                                                 | 2005                                                 |                                                      | 544                                                  | 37                                                   |
| 2010                                                 | 2010                                                 |                                                      | 544                                                  | 38                                                   |
| 2015                                                 | 2015                                                 |                                                      | 616                                                  | 94                                                   |
| 2020                                                 | 2020                                                 |                                                      | 594                                                  | 94                                                   |
| Anm.: Ny tätort 1990                                 |                                                      |                                                      |                                                      |                                                      |

Den västra delen var 1995 en egen småort med benämningen Ekerö sommarstad (västra delen), den hade 52 invånare och omfattade 11 hektar. Till år 2000 hade tätorten vuxit och kommit att innesluta även den tidigare småorten. I nordvästra hörnet av orten finns 2010 fortfarande ett område som inte ingår i tätorten och som heller aldrig ingått i någon småort. Detta omfattar gator med namnen Skogsblommevägen, Strandgräsvägen, Violvägen, Kungsliljevägen och Pionvägen. Här finns sedan år 2000 istället ett fritidshusområde med beteckningen Ekerö sommarstad (västra delen) (F0555). Detta område hade 2010 133 fritidshus över ett område på 30 hektar. Denna ska dock inte blandas ihop med den småort som fanns med i SCB:s rapporter för 1995 och som då bar samma beteckning.